# Elezioni comunali in Abruzzo del 2024
Le elezioni comunali in Abruzzo del 2024 si sono svolte l'8 e il 9 giugno (con eventuale turno di ballottaggio il 23 e 24 giugno).

## Riepilogo sindaci eletti
Coalizione di centro-destra
     Coalizione civica di centro-destra
| Provincia | Comune       | Popolazione legale (censimento 2024) | Sindaco uscente | Sindaco uscente           | Sindaco eletto | Sindaco eletto             | Primo turno | Primo turno | Secondo turno | Secondo turno | Seggi   |
| Provincia | Comune       | Popolazione legale (censimento 2024) | Sindaco uscente | Sindaco uscente           | Sindaco eletto | Sindaco eletto             | Voti        | %           | Voti          | %             | Seggi   |
| --------- | ------------ | ------------------------------------ | --------------- | ------------------------- | -------------- | -------------------------- | ----------- | ----------- | ------------- | ------------- | ------- |
| Pescara   | Pescara      | 118 992                              |                 | Carlo Masci (FI)          |                | Carlo Masci (FI)           | 31 535      | 50,95       | —             | —             | 20 / 32 |
| Pescara   | Montesilvano | 53 402                               |                 | Ottavio De Martinis (LSP) |                | Ottavio De Martinis (Ind.) | 17 930      | 69,92       | —             | —             | 17 / 24 |
| Teramo    | Giulianova   | 23 442                               |                 | Jwan Costantini (LSP)     |                | Jwan Costantini (LSP)      | 8 089       | 61,92       | —             | —             | 11 / 16 |

## Provincia di Pescara

### Pescara
Il TAR dell'Abruzzo, pronunciandosi sul ricorso R.G. 238/24, ha annullato i verbali di proclamazione del Sindaco e del Consiglio Comunale ed ha, contestualmente, disposto il ritorno alle urne in ventisette sezioni elettorali.
|                                              | Carlo Masci ✔️ Sindaco      | 31 535               | 50,95 | Fratelli d'Italia                      | 10 713 | 18,01 | 8  |  |  |
| Forza Italia                                 | Carlo Masci ✔️ Sindaco      | 31 535               | 50,95 | 10 644                                 | 17,90  | 7     |    |  |  |
| Lega Salvini Abruzzo                         | Carlo Masci ✔️ Sindaco      | 31 535               | 50,95 | 3 927                                  | 6,60   | 2     |    |  |  |
| Pescara Futura                               | Carlo Masci ✔️ Sindaco      | 31 535               | 50,95 | 3 552                                  | 5,97   | 2     |    |  |  |
| Masci Sindaco per Pescara Unica              | Carlo Masci ✔️ Sindaco      | 31 535               | 50,95 | 2 604                                  | 4,38   | 1     |    |  |  |
| Unione di Centro                             | Carlo Masci ✔️ Sindaco      | 31 535               | 50,95 | 196                                    | 0,33   | –     |    |  |  |
| Totale liste                                 | Carlo Masci ✔️ Sindaco      | 31 535               | 50,95 | 31 636                                 | 53,20  | 20    |    |  |  |
|                                              | Carlo Costantini            | 21 192               | 34,24 | Partito Democratico                    | 10 962 | 18,43 | 5  |  |  |
| Carlo Costantini Sindaco di Pescara          | Carlo Costantini            | 21 192               | 34,24 | 3 530                                  | 5,94   | 1     |    |  |  |
| Alleanza Verdi e Sinistra - Radici in Comune | Carlo Costantini            | 21 192               | 34,24 | 3 073                                  | 5,17   | 1     |    |  |  |
| Movimento 5 Stelle                           | Carlo Costantini            | 21 192               | 34,24 | 2 348                                  | 3,95   | 1     |    |  |  |
| Faremo Grande Pescara                        | Carlo Costantini            | 21 192               | 34,24 | 373                                    | 0,63   | –     |    |  |  |
| Seggio di coalizione                         | Seggio di coalizione        | Seggio di coalizione | 34,24 | 1                                      |        |       |    |  |  |
| Totale liste                                 | Carlo Costantini            | 21 192               | 34,24 | 20 286                                 | 34,11  | 8     |    |  |  |
|                                              | Domenico Pettinari Zaccardi | 8 096                | 13,08 | Pettinari Sindaco                      | 5 549  | 9,33  | 2  |  |  |
| Cittadini per Pescara                        | Domenico Pettinari Zaccardi | 8 096                | 13,08 | 1 106                                  | 1,86   | –     |    |  |  |
| Seggio di coalizione                         | Seggio di coalizione        | Seggio di coalizione | 13,08 | 1                                      |        |       |    |  |  |
| Totale liste                                 | Domenico Pettinari Zaccardi | 8 096                | 13,08 | 6 655                                  | 11,19  | 2     |    |  |  |
|                                              | Gianluca Fusilli            | 1 070                | 1,73  | Fusilli Sindaco - Stati Uniti d'Europa | 894    | 1,50  | –  |  |  |
| Totale                                       | Totale                      | 61 893               | 100   |                                        | 59 471 | 100   | 32 |  |  |
|                                              |                             |                      |       |                                        |        |       |    |  |  |
| Schede bianche                               | Schede bianche              | 453                  | 0,71  |                                        |        |       |    |  |  |
| Schede nulle                                 | Schede nulle                | 1 318                | 2,07  |                                        |        |       |    |  |  |
| Votanti                                      | Votanti                     | 63 664               | 61,68 |                                        |        |       |    |  |  |
| Elettori                                     | Elettori                    | 103 216              |       |                                        |        |       |    |  |  |
|                                              |                             |                      |       |                                        |        |       |    |  |  |
| Fonte: Ministero dell'interno                |                             |                      |       |                                        |        |       |    |  |  |

1. ↑  Include candidati di Azione.
2. ↑  Include candidati di +Europa, Italia Viva, PSI, L'Italia C'è e Radicali Italiani.

### Montesilvano
|                                                   | Ottavio De Martinis ✔️ Sindaco | 17 930               | 69,92 | Fratelli d'Italia   | 6 888  | 27,53 | 7  |  |  |
| Forza Italia - PPE - In Comune                    | Ottavio De Martinis ✔️ Sindaco | 17 930               | 69,92 | 4 802               | 19,19  | 5     |    |  |  |
| Montesilvano Sceglie                              | Ottavio De Martinis ✔️ Sindaco | 17 930               | 69,92 | 4 430               | 17,71  | 4     |    |  |  |
| Lega Salvini Abruzzo                              | Ottavio De Martinis ✔️ Sindaco | 17 930               | 69,92 | 1 766               | 7,06   | 1     |    |  |  |
| Totale liste                                      | Ottavio De Martinis ✔️ Sindaco | 17 930               | 69,92 | 17 886              | 71,49  | 17    |    |  |  |
|                                                   | Fabrizio D'Addazio             | 7 712                | 30,08 | Partito Democratico | 3 731  | 14,91 | 4  |  |  |
| Movimento 5 Stelle                                | Fabrizio D'Addazio             | 7 712                | 30,08 | 1 550               | 6,20   | 1     |    |  |  |
| D'Addazio Sindaco                                 | Fabrizio D'Addazio             | 7 712                | 30,08 | 1 133               | 4,53   | 1     |    |  |  |
| Alleanza Verdi e Sinistra - Comitato di Quartiere | Fabrizio D'Addazio             | 7 712                | 30,08 | 718                 | 2,87   | –     |    |  |  |
| Seggio di coalizione                              | Seggio di coalizione           | Seggio di coalizione | 30,08 | 1                   |        |       |    |  |  |
| Totale liste                                      | Fabrizio D'Addazio             | 7 712                | 30,08 | 7 132               | 28,51  | 6     |    |  |  |
| Totale                                            | Totale                         | 25 642               | 100   |                     | 25 018 | 100   | 24 |  |  |
|                                                   |                                |                      |       |                     |        |       |    |  |  |
| Schede bianche                                    | Schede bianche                 | 259                  | 0,98  |                     |        |       |    |  |  |
| Schede nulle                                      | Schede nulle                   | 511                  | 1,93  |                     |        |       |    |  |  |
| Votanti                                           | Votanti                        | 26 412               | 59,37 |                     |        |       |    |  |  |
| Elettori                                          | Elettori                       | 44 484               |       |                     |        |       |    |  |  |
|                                                   |                                |                      |       |                     |        |       |    |  |  |
| Fonte: Ministero dell'interno                     |                                |                      |       |                     |        |       |    |  |  |

## Provincia di Teramo

### Giulianova
1. ↑  Appoggiato da Sinistra Italiana, Partito Socialista, Rifondazione Comunista, Unione Popolare e indipendenti di sinistra.[5]